# Flughafen In Guezzam

i7
i11
i13
Der Flughafen In Guezzam (französisch Aéroport National d’In Guezzam, arabisch مطار عين قزام, IATA-Code: INF, ICAO-Code: DATG) ist ein Flughafen nahe dem Ort In Guezzam in der Provinz In Guezzam im Süden von Algerien.
Der Flugplatz liegt rund zehn Kilometer nördlich der Grenze zu Niger am Algier-Lagos-Highway. Laut den Angaben in der AIP und des Betreibers EGSA-Alger ist der Flughafen für den Linienflugbetrieb seit 1995 geschlossen. Eine Nutzung für private Flüge ist nur nach Einholung einer Genehmigung (Prior Permission Required) möglich.